# Национални музеј савремене уметности у Атини
| оригинално_име = Εθνικο Μουσειο Συγχρονης Τεχνης (ΕΜΣΤ)
| лого = EMST - logo (2020).svg
Национални музеј савремене уметности у Атини, НМСУ (грч. Εθνικο Μουσειο Συγχρονης Τεχνης — ΕΜΣΤ), основан је октобра 2000. године, са циљем да чува и излаже дела савремене грчке и међународне уметносте од касних 1970-их до данас. Музеј је  једина је национална институција  савремену уметност у Гркој, чији је оснивач Ана Кафеци, докторка естетике – историје уметности и бивши кустос збирке 20 година 20. века у Националној галерији у Атини.

## Положај и размештај
Национални музеј савремене уметности у Атини налази се у улици Avenue Kallirróis & Ambrosioú Frantzí у приземљун и на четири спрата старе пиваре Фикс  у непосредној близини центра Атине и градских археолошких налазишта, укључујући Акропољ и Музеј Акропоља. 
Пре него што се музеј уселио власништво над зградом Музеја пренето је са Управе метроа Атине, која је поседовала бившу пивару од 1990-их, на фондацију музеја.

## Историја
Иако је Атина  својевремено имала три велика музеја уметности, Националну галерију (Атина) , Општинску галерију Атине и Приватни музеј Бенаки,  њихове збирке чинила је уметност прошлости, али не и савремена уметност. 
Када је 1997. године основан Државни музеј савремене уметности у Солуну, логично је било да се оснује и слична установа у Атини.  Отприлике у исто време у Атини, Законом из 1997. године основан је музеј, али је он постојао само на папиру све док његова прва директорка, Ана Кафеци, није именована за директорицу у јануару 2000. године. Ова храбра и бескомпромисна,  шездесетогодишња жена била је покретачка снага одлуке музеја да се усели у  бившу напуштену зграду  Фикс названу по пиву које се тамо некада кувало (примеру послератне индустријске архитектуре коју је дизајнирао Такис Зенетос).  Убрзо након именовања, Ана Кафеци, која користи инвалидска колица јер болује од мишићне болести, уведена је у зграду и "заузела" део приземља, а да није ни тражила одобрење од тадашњих власника. Уз њу су се сакупили  пријатељи архитектуре и помогли Ани, како би спречили да се зграда поруши и уместо ње изгради паркиралишта за кориснике метроа (како је било планирано). Они су том приликом захтевали од локалних власти да зграда добије културну употребу. Коначно је постигнут компромис, половина старе пиваре је срушена да би се спровела изградња подземног паркинга, а друга половина је 2000. године  дата држави  под условом да се користи у културне сврхе.
Са зградом у рушевинама, без особља и без сопствене збирке, Али Кафеци је одмах  почела да излаже савремену грчку и међународну уметност, у привремено адаптираном изложбени простор од 1.800 квадратних метара у приземљу, са колекцијом која се сада састоји од више од 1.000 дела грчких и страних уметника. У овом простору галерија је функционисал до 2003. године, када је донета одлука да се зграда музеја рестаурира.  
Године 2003. музеј се иселио из зграде Фикс да би започела реконструкција, а Музеј је привремено био смештен у згради Атинског конзерваторијума, једном од најпрестижнијих културних институција и најбољем архитектонском здања у престоници.  
Тада је почела сага  о Националном музеју савремене уметности због текуће економске и политичке кризе у Грчкој – изазване хаотичним управљања јавним новцем и новцем ЕУ, политичких потреса, достојанственика и правне битке и контроверзних послова између јавног и приватног сектора.
Вангелис Стилианидис, архитекта одговоран за реализацију пројекат, пожалио се на „неспособност грчке државе да било шта заврши,  иако је током вишегодишњег реновирања, осам грчких влада и више десетина министара културе   било укључено у реализацију пројекта.
До 2020. године, грчка влада је потрошила 40 милиона евра на музеј, док је Фондација Ставрос Ниархос дала још 3 милиона евра у коначном покушају да се адаптација музеја заврши.  У међувремену, кашњење у отварању музеја коштало је ЕМСТ 3,3 милиона долара из средстава Европске уније.

## Поставка Музеја

### Други спрат
Уводна поставка Музеја , одабраних дела из сталне колекције од 1.300 аутора, укључује 172 дела грчких и страних уметника налазу се на другом спрату.  Поставку отвара инсталација Мона Хатум (Mona Hatoum), - Fix it, направљена од старе пиварске опреме и алата — као подсећање на индустријску историју зграде музеја.
Једнако симболичан је и инсталација Kendel-а Geers-а, The Acropolis Redux (The Director's Cut) (2004),  сачињена од намотане бодљикаве жице која жели да укаже на бројне опасности и насиље које доминира модерним друштвом.
У следећим просторијама, изложени су радови грчких уметника из 1960-их и 1970-их (као што су нпр: Никос Кесанлис,  вајар Теодорос, Хронис Ботсоглоу и Димостенис Кокинидис), од којих су многи посветили своје стваралаштво друштвено-политичким питањима у земљи, и радови  међународних уметника који у својим делима осликавају данашње политичке прилике.  Једно од таквих дела је  Везени шатор Emily Jacir’s Сећање на 418 палестинских села која је Израел уништио, депопулирао и окупирао 1948. године, као и филм Joana Hadjithomas и Khalil Joreige’s Чекајући варваре , и пројекти млађих грчких уметника Георгијаа Папилиа Лапаса и Илиаса Папилијака.
На крају овог спрата је занимљив сусрет између три дела — минималистичке неонске конструкције Стивена Антонакоса, безимена инсталације Јаниса Кунелиса укрштених челичних греда које чувају „олтар“ од врећа дрвеног угља и 99 имена Кутлуга Атамана, пет - видео снимак на екрану који приказује човека који се моли—што ствара утисак разговора о духовности.

### Трећи спрат
Радови који су изложени на трећем спрату фокусирају се на   физичке и друштвене границе. Овде ће посетиоци видети:
- видео-спот Gary-а Hill-а Wall Piece,
- инсталацију у огледалу Лукаса Самараса, Hebraic Embrace,
- поетски рад Атанасоса Аргијанија, The Length Of A Strand Of Your Hair, Of The Width Of Your Arms, Unfolded,
- акрилне слике Педра Кабрите Реиса Црни монохром
- дела Пантелиса Ксагорариса, Јоргоса Лазонгаса, Костаса Вароцоса, Рене Папаспируа, Јаниса Михаса и Михалиса Кацуракиса.

### Четврти спрат
На четвртом спрату су радови који задиру у човекову унутрашњост, у потрази за самим собом и његовом психом. Посетиоци се крећу  од хармоничне кохабитације сабласне Силвије Плат, The Missing Journal  и Нине Папаконстантину и текстилног приказа њеног сна, до Крисиних оштрих гипсаних рељефа у Кикладским књигама и Малог стола Никоса Алексиуа који је деликатно дизајниран.